# 猫儿屎叉丝壳
猫儿屎叉丝壳（学名：Microsphaera decaisneae）是属于白粉菌目白粉菌科叉丝壳属的一种真菌，寄生在猫儿屎上。该种分布于中国。